# Hastière
Hastière (wa. Astire) – miejscowość i gmina w południowo-wschodniej Belgii, w Regionie Walońskim, w prowincji Namur, w okręgu Dinant. 1 stycznia 2024 roku liczyła 6148 mieszkańców.  

## Podział administracyjny
W skład gminy wchodzi siedem dzielnic (section):
- Agimont
- Blaimont
- Hastière-Lavaux
- Hastière-par-delà
- Heer
- Hermeton-sur-Meuse
- Waulsort